# Ilha de Lord Howe

Bandeira não-oficial da Ilha de Lord Howe.

A Ilha de Lord Howe localiza-se no Mar de Tasman, a cerca de 600 km da costa da Austrália. De origem vulcânica, foi formada há sete milhões de anos. Foi descoberta em 1788 pelo Comandante Lidgbird Ball. Em 1982 foi considerada Património Mundial da Humanidade pela UNESCO e desde então tem-se tentado preservar a sua genuinidade e riqueza ecológica.
A ilha de Lord Howe, com 14,55 km², conta com cerca de 380 residentes permanentes.
A UNESCO tenta reduzir ao máximo a intervenção humana nesta ilha de modo a preservar todo o seu ecossistema, pois em 1788 havia quinze espécies de aves exclusivas da ilha e em 1834, altura em que colonizaram a ilha, nove das espécies já estavam extintas. Pensa-se que tal efeito se deve ao rato-preto muito existente nos navios da altura e que passou a alimentar-se vorazmente dos ovos destas aves, impedindo a sua continuidade. Outra ameaça foi a introdução dos porcos, que mais tarde tiveram que ser eliminados da ilha pois ameaçavam a continuidade de uma espécie única, o Gallirallus sylvestris (um frango-de-água exclusivo da ilha, não-voador). Neste momento encontram-se sob um plano de conservação que se tornou no mais eficaz e com mais sucesso em todo o mundo, pois em 1920 existiam apenas 20 representantes da espécie e neste momento existem cerca de 200. A riqueza e unicidade desta ilha não se limitam às aves, pois possui 241 espécies diferentes de plantas nativas, das quais 105 são exclusivas da ilha.